# تپه طاسل
تپه طاسل مربوط به دوران‌های تاریخی پس از اسلام است و در شهرستان الیگودرز، روستای طاسل واقع شده و این اثر در تاریخ ۵ آذر ۱۳۸۰ با شمارهٔ ثبت ۴۳۸۷ به‌عنوان یکی از آثار ملی ایران به ثبت رسیده است.